# أليكس مكارثي (لاعب كرة قاعدة)
أليكس مكارثي (بالإنجليزية: Alex McCarthy)‏ هو لاعب كرة قاعدة أمريكي، ولد في 12 مايو 1889 في شيكاغو في الولايات المتحدة، وتوفي في 12 مارس 1978 في سالزبوري في الولايات المتحدة.

## وصلات خارجية
- أليكس مكارثي على موقعبيزبول رفرنس.كوم (الدوري الرئيسي) (الإنجليزية)
- أليكس مكارثي على موقعبيزبول رفرنس.كوم (الدوري الثانوي) (الإنجليزية)